# Pniewy (Masovia)
Pniewy è un comune rurale polacco del distretto di Grójec, nel voivodato della Masovia.
Ricopre una superficie di 102,05 km² e nel 2004 contava 4 579 abitanti.